# Саня Річардс-Росс
Саня Річардс-Росс (англ. Sanya Richards-Ross, при народженні Річардс, 26 лютого 1985) — американська легкоатлетка, олімпійська чемпіонка. Серед її визначних досягнень — олімпійська чемпіонка 2012 року, чемпіонка світу 2009 року, бронзова олімпійська чемпіонка 2008 року та срібна чемпіонка світу 2005 року. Перемігши у 2012 році, вона стала другою американкою, яка виграла 400-метрівку на Олімпійських іграх, і першою американкою, яка завоювала кілька світових титулів у бігу на 400 метрів.
Після травми, отриманої на олімпійських відбіркових змаганнях 2016 року, Річардс-Росс пішла зі спорту і згодом приєдналася до команди телерадіокомпанії NBC як аналітик з легкої атлетики[8]. 2017 року вона опублікувала мемуари «У гонитві за благодаттю: Чого чверть милі навчила мене про Бога і життя» у 2017 році.
У жовтні 2021 року телеканал Bravo оголосив, що Річардс-Росс приєднується до чотирнадцятого сезону «Реальних домогосподарок Атланти».

## Виступи на Олімпіадах
| Олімпіада   | Дисципліна              | Місце |
| ----------- | ----------------------- | ----- |
| Афіни 2004  | біг на 400 метрів       | 6     |
| Афіни 2004  | естафета 4 x 400 метрів | 1     |
| Пекін 2008  | біг на 400 метрів       | 3     |
| Пекін 2008  | естафета 4 x 400 метрів | 1     |
| Лондон 2012 | біг на 400 метрів       | 5     |
| Лондон 2012 | біг на 400 метрів       | 1     |
| Лондон 2012 | естафета 4 x 400 метрів | 1     |